# WCW Hardcore Championship
El World Championship Wrestling (WCW) Hardcore Championship fue un campeonato en la empresa de lucha libre profesional World Championship Wrestling. El título era defendido en reglas extremas, donde cualquier arma es legal. Finalmente, las reglas fueron cambiadas, señalando que el fin de la lucha siempre debería ser dentro del ring. El campeonato fue creado en respuesta a la creciente atracción del público por la lucha extrema, pero nunca alcanzó la talla del WWF Hardcore Championship.

## Historia
El título fue defendido entre 1999 y 2001. Fue abandonado después de que Meng, el entonces campeón, dejó la compañía para volver a la WWF. Meng le dio el título a Barbarian como un regalo, pero esto no tuvo lugar en televisión y no contó como reinado oficial.
Mucha gente cree que este título fue un error en la WCW. Se piensa que los escritores nunca tomaron el campeonato en serio, siendo abandonado, declarado vacante y quitado numerosas veces, costándole credibilidad al título. Además, la WCW no consideró a luchadores con experiencia en luchas extremas, y puso como campeones a numeorsos luchadores sin experiencia en luchas violentas (exceptuando a Shane Douglas, Terry Funk, Bam Bam Bigelow y Lance Storm debido a que ellos si eran luchadores violentos).

## Mayor cantidad de reinados
- 3 veces: Brian Knobbs y Terry Funk.
- 2 veces: Big Vito y Norman Smiley.